# 북극성 (드라마)
《북극성》(영어: Tempest)은 디즈니+에서 2025년 9월 10일부터 공개 예정인 대한민국의 첩보 로맨스 드라마이다.

## 제작진

### 연출
- 김희원 : MBC 주말 특별기획 드라마 《내 생애 마지막 스캔들》(책임프로듀서), MBC 저녁 일일연속극 《사랑해 울지마》(책임프로듀서), MBN 저녁 일일시트콤 《왔어 왔어 제대로 왔어》(연출), MBC 수목드라마 《보고싶다》(책임프로듀서), MBC 수목드라마 《운명처럼 널 사랑해》(책임프로듀서), MBC 2014 드라마 페스티발 《오래된 안녕》(연출), MBC 수목드라마 《맨도롱 또똣》(공동연출), MBC 월화 특별기획 드라마 《화려한 유혹》(공동연출), MBC 일일 특별기획 드라마 《황금주머니》(공동연출), MBC 주말 특별기획 드라마 《돈꽃》(연출), tvN 월화드라마 《왕이 된 남자》(연출), tvN 토일드라마 《작은 아씨들》(연출) 등 연출

- 허명행

### 각본
- 정서경 : 영화 《수화(手話)》(연출팀 & 나레이터), 영화 《친절한 금자씨》(각본), 영화 《모두들, 괜찮아요?》(각본), 영화 《싸이보그지만 괜찮아》(각본), 영화 《박쥐》(각본), 영화 《아가씨》(각본), 영화 《비밀은 없다》(각본), 영화 《미옥》(각색), 영화 《독전》(각본), tvN 수목드라마 《마더》(집필), 영화 《헤어질 결심》(각본), tvN 토일드라마 《작은 아씨들》(집필) 등 집필

## 기획의도
유엔대사로서 국제적 명성을 쌓아온 서문주가 대통령 후보 피격 사건의 배후를 쫓는 가운데, 그녀를 지켜야만 하는 국적불명의 특수요원 백산호와 함께 한반도를 위협하는 거대한 진실을 마주하는 이야기

## 등장인물

### 주요 인물
- 강동원 : 백산호 역
- 전지현 : 서문주 역 - 유엔 주미 대사

### 주변 인물
- 김해숙 : 채경신 역 - 대한민국 대통령
- 이미숙 : 임옥선 역 - 아섬해운 회장, 문주의 시어머니
- 유재명 : 유운학 역 - 국정원장
- 박해준 : 장준익 역 - 새공화당 의원, 문주의 남편
- 오정세 : 장준상 역 - 중앙지검 검사, 준익의 동생
- 이상희 : 여미지 역 - 문주의 보좌관
- 주종혁 : 박창희 역 - 준익의 보좌관
- 원지안 : 강한나 역
- 존 조 : 앤더슨 역 - 미 국무부 차관보